# Kim Sae-rom
Kim Sae-rom (née le 2 octobre 1987 à Seongnam) est une actrice, mannequin et personnalité de la télévision sud-coréenne.

## Vie privée
Elle a épousé Lee Chan-o (ko) le 13 août 2015.

## Télévision

### Émissions
| Année | Titre                         | Chaîne | Rôle                          | Notes                    |
| ----- | ----------------------------- | ------ | ----------------------------- | ------------------------ |
| 2015  | My Little Television          | MBC    | Invitée                       | Épisodes 11, 12, 13 & 14 |
| 2015  | I Can See Your Voice Season 2 | Mnet   | Apparition en tant qu'invitée | Épisode 2                |
| 2015  | Same Bed, Different Dreams    | SBS    | Invitée                       | Épisode 28               |
| 2015  | King of Mask Singer           | MBC    | Invitée et membre du panel    | Épisode 39               |
| 2016  | Talents for Sale              | KBS    | Acheteuse interne             | Épisodes 3 & 4           |
| 2016  | Same Bed, Different Dreams    | SBS    | Invitée                       | Épisodes 54 & 55         |

## Récompenses et nominations
| Année | Cérémonie                | Catégorie           | Travail nommé | Résultat | Réf.  |
| ----- | ------------------------ | ------------------- | ------------- | -------- | ----- |
| 2006  | MBC Entertainment Awards | Best Newcomer Award | Elle-même     | Lauréat  | [ 1 ] |